# 瑶族舞曲
『瑶族舞曲』（ヤオぞくぶきょく）は、20世紀に中国で作曲された管弦楽曲のうちで最も有名な作品の一つ。
1952年に劉鉄山と茅沅がヤオ族の伝統音楽である『瑶族長鼓舞歌』から着想を得て作曲し、1953年に初演された。劉鉄山と茅沅は西洋楽器による管弦楽曲として作曲したが、1954年に彭修文によって中国民族管弦楽曲に編曲され、広く演奏されるようになった。またその他にも台湾の作曲家鄭思森と陳澄雄がそれぞれ中国民族管弦楽曲への編曲を行っている。
曲はいくつかの部分からなり、遅いテンポと速いテンポが交錯する。最初は2/4拍子のゆったりとしたテンポで始まり、3/4拍子に変化し、やがて2/4拍子の速いテンポでフィナーレを締めくくる。

## カバー
- 宗次郎（1994年 アルバム『鳥の歌』収録）